# Pukhtu : Secundo
Pukhtu : Secundo est un roman policier de l'écrivain français DOA publié en 2016. Il constitue la seconde partie du diptyque Pukhtu qui s'inscrit lui-même dans le Cycle clandestin. 

## Résumé
Afghanistan, 2008 : en pleine guerre, Amel Balhimer, une journaliste française venant d'arriver pour revoir un collègue et ancien petit ami, est capturée par les hommes de Sher Ali Khan Zadran, un chef de clan pachtoune allié avec Sirajouddine Haqqani, le chef militaire taliban dirigeant le réseau Haqqani. Mais après plusieurs mois de raids contre les soldats américains et afghans, Sher Ali Khan Zadran est fatigué et son désir de vengeance à la suite la perte de deux de ses trois enfants est tari. Retrouvant dans le regard de la journaliste celui de sa fille disparue, il décide de tout mettre en œuvre pour essayer de la libérer du clan Haqqani qui veut la tuer après l'enlisement des négociations visant à l'échanger contre une rançon. En parallèle, Roni Mueller, un ancien agent secret français connu sous le nom de code Lynx, ancienne connaissance d'Amel, apprend d'un journaliste français sa capture et décide de partir en Afghanistan pour essayer de la délivrer. Il est capturé par des soldats américains et enfermé dans une prison secrète sur une base de la CIA. Fox, nom de code de Karim Sayad, un ancien agent français de la DRM travaillant désormais comme paramilitaire pour la CIA, est chargé d'interroger tous les prisonniers de cette prison. Ces deux anciens agents français ont travaillé en 2001 sur une tentative d'attentat qu'ils ont contribué à empêcher, mais ils ne s'étaient jamais vus même si Lynx connaissait la voix de Karim Sayad, dont le nom de code était à l'époque Fennec. Il parvint à prendre contact avec ce dernier et lui révèle leur passé commun ainsi que la situation d'Amel, pour qui Fox a également des sentiments. Fox décide d'exfiltrer Lynx de la base et ils partent tous deux tenter de libérer Amel.

## Éditions
- Pukhtu : Secundo, Gallimard, coll. « Série noire », 13 octobre 2016, 676 p.  (ISBN 978-2-07-014869-1)
- Pukhtu : Secundo, Gallimard, coll. « Folio policier » no 837, 7 septembre 2017, 793 p.  (ISBN 978-2-07-272894-5)